# Курулуш (Ошская область)
Курулуш (кирг. Курулуш) — село в Алайском районе Ошской области Кыргызстана. Входит в состав Кабылан-Колского айылного аймака.

## География
Село расположено в южной части области, на левом берегу реки Туура (бассейн реки Куршаб), на расстоянии приблизительно 11 километров (по прямой) к северо-западу от села Гульча, административного центра района.

## Население
Согласно оценочным данным Национального статистического комитета Кыргызской Республики, численность населения села на начало 2023 года составляла 691 человек.
| год     | 2009 | 2014 | 2015 | 2020 | 2021 | 2023 |
| ------- | ---- | ---- | ---- | ---- | ---- | ---- |
| человек | 514  | 626  | 623  | 678  | 684  | 691  |